# Francesco Silvani
Francesco Silvani, noto anche con lo pseudonimo di Frencasco Valsini (Venezia, 1660 circa – Venezia, tra il 1718 e il 1724), è stato un librettista italiano.

## Biografia
Poco si conosce sulla sua vita. Silvani iniziò l'attività di librettista verso il 1682-1683 sotto l'anagramma di Frencasco Valsini. I suoi primi lavori furono Ottone il grande (1682) e Marzio Coriolano (1683). Dal 1691 al 1716 scrisse parecchi libretti sotto il suo vero nome per vari teatri veneziani. Tra 1699 e il 1705 fu al servizio di Carlo IV Gonzaga, duca di Mantova; tuttavia sembra che in questo periodo si sia trattenuto maggiormente a Venezia. Raggiunse l'apice della sua carriera negli anni tra il 1708 e 1714, durante il quale periodo lavorava presso il Teatro Grimani a San Giovanni Grisostomo, il principale teatro veneziano dell'epoca.
Una raccolta contenente 24 suoi libretti fu pubblica postuma a Venezia nel 1744 con il titolo Opere drammatiche del signor Abate Francesco Silvani.

## Stile
I libretti di Silvani, grazie principalmente alla loro chiara trama, sono contrassegnati dall'esaltazione della parola e dal prolungamento dei recitativi (in sintonia alle riforme condotte da Apostolo Zeno e Pietro Pariati). Occasionalmente egli fece ricorso anche ai vecchi modelli (come ad esempio Seneca, Torquato Tasso e Pierre Corneille). Nella maggior parte dei suoi libretti egli impiega personaggi storici, ma la trama è tuttavia inventata. Silvani per i suoi lavori preferì anche usare titoli lunghi e astratti, che però, nelle ultime opere, subirono una riduzione al nome della figura principale.

## Libretti
L'anno si riferisce alla prima rappresentazione.
- Ottone il grande (musicato da Paolo Biego, 1682)
- Marzio Coriolano (musicato da Giacomo Antonio Perti, 1683)
- La costanza in trionfo (musicato da Marc'Antonio Ziani, 1696; musicato da Georg Friedrich Händel come Floridante, 1706)
- L'ingratitudine gastigata (musicato da Tomaso Albinoni, 1698; musicato da Antonio Caldara, 1698)
- L'innocenza giustificata (musicato da Benedetto Vinaccesi, 1699)
- L'oracolo in sogno (musicato da Antonio Caldara, 1699)
- La fortezza al (in) cimento (musicato da Giuseppe Aldrovandini, 1699; musicato da Tomaso Albinoni, 1707); musicato da Antonio Vivaldi come La tirannia gastigata, 1726)
- Il duello d'amore e di vendetta (musicato da Marc'Antonio Ziani, 1700; musicato da Georg Friedrich Händel come Vincer se stesso è la maggior vittoria, 1707; musicato da Baldassarre Galuppi come L'odio placato, 1729)
- L'arte in gara con l'arte (musicato da Tomaso Albinoni, 1702)
- La fede tradita e vendicata (musicato da Francesco Gasparini, 1704; musicato da Antonio Vivaldi, 1726; musicato da Leonardo Vinci come Ernelinda, 1726; musicato da Baldassarre Galuppi come Ricimero, 1744; rielaborato, forse da Gennaro Antonio Federico, per Giovanni Battista Pergolesi, come Il prigionier superbo, 1733; tradotto in francese come Ernelinde, princesse de Norvège e poi come Sandomir, prince de Dannemarck da Louis Poinsenet e poi riadattato da Michel-Jean Sedaine: andato ripetutamente in scena all'Opéra di Parigi tra il 1767 e il 1777)
- Il più fedel tra i vassalli (musicato da Tomaso Albinoni, 1705)
- La fede tra gl'inganni (musicato da Tomaso Albinoni, 1707)
- Armida abbandonata (musicato da Ruggieri, 1707)
- Armida al campo (musicato da Giuseppe Boniventi, 1708)
- La pace (musicato da Marc'Antonio Ziani, 1708)
- Sofonisba (musicato da Antonio Caldara, 1708)
- Il tradimento traditor di se stesso (musicato da Antonio Lotti, 1711; musicato da Nicola Porpora come Statira, 1742)
- La pace generosa (musicato da Tomaso Albinoni, 1711)
- I veri amici (scritto in collaborazione con Domenico Lalli, da Pierre Corneille; musicato da A. Paulati, 1712; musicato da Antonio Vivaldi, 1720 come Candace o siano Li veri amici; musicato da Tomaso Albinoni, 1722; musicato da Leonardo Vinci come Evergete)
- La verità nell'inganno (musicato da Francesco Gasparini, 1713; musicato da Antonio Caldara come Tridate overo La verità nell'inganno, 1717; musicato da Nicola Porpora, 1726; musicato da Johann Adolf Hasse come Attalo, re di Bitinia, 1728)
- La costanza combattuta in amore (musicato da Giovanni Porta, 1716)